# Kathleen Wood
Kathleen Wood (n. 1975 ) es una botánica estadounidense . Desarrolla actividades académicas en la Universidad Estatal de Pensilvania.
- La abreviatura «K.Wood» se emplea para indicar a Kathleen Wood como autoridad en la descripción y clasificación científica de los vegetales.[1]